# 楚库埃梅卡·奥杜梅格伍·奥朱古
楚库埃梅卡·奥杜梅格伍·奥朱古（1933年11月4日—2011年11月6日）是一位尼日利亚军官、政治家，曾于1966年以军人身份担任尼日利亚东部地区的军事总督，并曾于1967—1970年间在分裂政权比亚法拉共和国担任首领。1983年以来，他一直作为政治家参与社会活动，直至2011年去世，享年78岁。

## 早年生活
1933年11月4日，楚库埃梅卡·奥杜梅格伍·奥朱古生于尼日利亚北部的宗盖鲁。他的父亲路易斯·奥杜梅格伍·奥朱古是一位来自今尼日利亚东南部阿南布拉州内维的伊博族商人，从事交通运输行业，其乘着第二次世界大战期间商业繁荣的东风，成为了尼日利亚最富有的人之一，之后边开始在尼日利亚西南部的拉哥斯开展教育事业。
1943年，伊梅卡·奥朱古进入中学，就读于拉哥斯英国海外传道会文法学校。1944年，他转校至拉哥斯国王学院，就读期间，他因为一名英国教师镇压了他参与的学生罢工行动而卷入争论，他因袭击该教师而被短暂监禁，此事受到当地报纸的广泛关注。在伊梅卡13岁时，他的父亲将他送往英国继续学业，他先是就读于爱普森学院，随后转入牛津大学林肯学院并在此获得历史硕士学位。1956年，他返回了尚是殖民地的尼日利亚。

## 早年职业生涯
伊梅卡·奥朱古加入了尼日利亚东部地区当局，担任Udi（今属埃努古州）的行政官员。1957年，在他为殖民地当局工作了两年后，为了摆脱他父亲对他公务员生涯的影响，他离开了公务员队伍，入伍成为士官，并派驻扎里亚。
伊梅卡·奥朱古被迫选择成为士官，是因为他的父亲与时任尼日利亚总督约翰·斯图亚特·麦克弗森拉扯政治关系，阻止伊梅卡获得军官军校生资格。奥朱古的父亲和总督麦克弗森认为，尽管伊梅卡坚持要加入军队，但埃梅卡无法在令人生厌的士官日程表中坚持下来。有一次，奥朱古纠正了一名受训中士李-恩菲爾德.303步槍安全扣的错误发音后，英国的军需库指挥官推荐伊梅卡担任军官职务。
伊梅卡从扎里亚出发，首先前往位于加纳特西的西非皇家边防部队训练学校，然后前往位于英国伊顿庄园预备军官学校。1958年3月，他被授予中尉军衔。他是首批具有大学军校学历的大学毕业生之一。之后，他还先后就读于沃明斯特的步兵学校及海斯的轻武器学校。完成了进一步的军事训练后，他被派往卡杜纳陆军第五营。
当时，尼日利亚军队有250名军官，其中只有15名尼日利亚人；此外，还有6400名其他职级人员，其中336名是英国人。在约翰逊·托马斯·阿吉伊·铁西少将领导下的联合国驻刚果维和部队服役后，奥胡克伍于1964年晋升为中校，并被派往卡诺，负责尼日利亚陆军第五营。

## 尼日利亚内战
1966年1月15日，帕特里克·丘库马·卡杜纳·恩泽乌少校在尼日利亚北部的卡诺宣布发动一场血腥的军事政变。彼时，奥朱古中校正在当地。奥朱古在尼日利亚北部有效压制了这场政变，他支持效忠尼日利亚武装部队最高指挥官约翰逊·阿吉伊-伊龙西少将的部队。尽管恩泽乌控制了卡诺地区，但政变在该国其他地区失败。约翰逊·阿吉伊-伊龙西接管了国家领导权，成为该国第一位军事国家元首。1966年1月17日，他任命了四个地区的军事省长，奥朱古中校被任命为东部地区的总督，并和其他人一起参与组建了最高军事委员会。
1966年5月29日，奈及利亞北部爆發反伊博人大屠殺。这给奥朱古带来了问题。奥朱古尽其所能防止报复，甚至鼓励人们返回，因为他设想中的北部和西部同僚们已经为他们的安全提供了保证。1966年7月29日，包括穆尔塔拉·拉马特·穆罕默德少校、提奥菲卢斯·雅各布·丹朱马少校和马丁·阿达姆（Martin Adamu）少校在内的一批军官领导了占多数的北方士兵的兵变，后来演变为“反政变”（又称“七月重赛”）。由于旅指挥官的努力和驻扎在该地区的北方军官犹豫不决（部分原因是东部叛变领导人在被大量东部人口包围的情况下处于北部），奥朱古担任尼日利亚东南部军事总督的政变失败。最高总司令阿吉伊-伊龙西和他的手下阿德昆勒·法朱伊在伊巴丹被绑架和杀害。
在承认伊龙西之死后，奥朱古坚持保留原有军衔，而这种情况下，伊龙西之后的最高级军官巴巴费米·奥衮迪佩准将应该接管领导权，而非政变策划者所选择的雅各布·高恩。但是，“反政变”的领导人坚持让高恩成为国家元首。高恩和奥朱古当时在尼日利亚军队中同为中校军衔。奥衮迪佩无法在拉各斯集结足够力量建立权威，因为他可以使用的士兵只有警卫营，而后者则在参与政变的约瑟夫·南文·加尔巴（Joseph Nanven Garba）的领导下，因此奥衮迪佩选择退出领导层。因此，除非政变策划者同意——然而他们确实没有同意——否则奥朱古的之年不能由奥衮迪佩强制执行。由此产生的后果导致奥朱古和高恩之间的对峙，导致了引发尼日利亚内战的一系列事件。

## 比亚法拉
1967年1月，尼日利亚军事领导人前往加纳的阿布里，参加由约瑟夫·亚瑟·安克拉将军主持的和平会议。领导层返回尼日利亚后，阿布里协议就破裂了。1967年5月30日，奥朱古上校宣布尼日利亚东部成为一个主权国家，称为“比亚法拉”：
Having mandated me to proclaim on your behalf, and in your name, that Eastern Nigeria be a sovereign independent Republic, now, therefore I, Lieutenant Colonel Chukwuemeka Odumegwu-Ojukwu, Military Governor of Eastern Nigeria, by the authority, and pursuant to the principles recited above, do hereby solemnly proclaim that the territory and region known as and called Eastern Nigeria together with her continental shelf and territorial waters, shall, henceforth, be an independent sovereign state of the name and title of The Republic of Biafra. 
翻译：授权我代表你并以你的名义宣布，尼日利亚东部是一个主权独立的共和国，因此，根据上述原则，我，即尼日利亚东部军事省长楚库埃梅卡·奥杜梅格伍·奥朱古中校，特此郑重宣布，称为并称为东尼日利亚的领土和地区及其大陆架和领水从此将成为以比亚法拉共和国名义和名称命名的独立主权国家。

1967年7月6日，高恩宣战并袭击了比亚法拉。除了试图避免战争的阿布里协议外，哈马尼·迪奥里总统主持了1968年尼亚美和平会议，非盟主办并由海尔·塞拉西一世主持了1968年亚的斯亚贝巴会议。 这是奥朱古和高恩将军通过外交解决冲突的最后努力。 
战争期间，1967年，在比亚法拉最高指挥官奥朱古的批准下，1966年7月涉嫌政变阴谋的一些成员和维克多·班卓少校因叛国罪被处决。 Ifeajuna少校是被处决的人之一。被告辩称，他们寻求与联邦政府协商停火，并没有犯叛国罪。 
经过两年半的战斗和饥饿，比亚法拉前线出现了一个漏洞，尼日利亚军队利用了这个漏洞。由于战败，奥朱古被说服离开该国以免被暗杀。1970年1月9日，他将权力移交给他的二把手、总参谋长菲利普·埃菲翁少将（Philip Effiong），并前往科特迪瓦接受该国总统费利克斯·乌弗埃-博瓦尼批准的政治避难，科特迪瓦曾于1968年5月14日承认比亚法拉。

## 返回尼日利亚
1981年，奥杜梅格伍·奥朱古开始了重返尼日利亚的运动。1982年5月18日，尼日利亚总统谢胡·沙加里赦免了奥胡克伍，允许他以普通公民身份返回尼日利亚；当年6月18日，奥朱古从科特迪瓦重返尼日利亚。1983年，奥朱古宣布参选尼日利亚参议院议员，官方计票显示，他以12000票之差落选，尽管法院在当年9月试图推翻这一裁决，理由是选举结果存在舞弊。然而，1983年12月31日，尼日利亚发生政变，沙加里政府倒台，这一有争议的结果变得毫无意义。1984年初，布哈里政权监禁了包括奥朱古在内的数百名政治人物，并将他们关押于Kirikiri最高安全监狱。奥朱古后来于当年晚些时候获释。
1994年，奥朱古娶尼日利亚选美冠军比安卡·奥诺为第三任妻子，这对夫妇有三个孩子，阿法米夫纳（Afamefuna）、奇内姆（Chineme）和恩瓦丘克乌（Nwachukwu）。在尼日利亚第四共和国时期，奥朱古相继输掉了2003年总统大选及2007年总统大选。

## 逝世
2011年11月26日，奥杜梅格伍·奥朱古在英国因病去世，享年78岁。2012年2月27日，尼日利亚陆军授予他最高军事荣誉，并在尼日利亚首都阿布贾为他举行了葬礼游行。当天，他的遗体从伦敦空运回尼日利亚，随后于3月2日安葬。他被安葬于内维的新建陵墓中。在他最后的安葬之前， Obafemi Awolowo酋长等为他举行了长达一周的精心准备的葬礼，他的棺椁被运到伊莫、阿比亚、埃努古、埃邦伊、阿南布拉等东部五州及首都阿布贾接受悼念。尼日利亚各地也为他举行了纪念仪式和公共活动，近至他的出生地拉各斯及所属的尼日尔州，甚至远至美国德克萨斯州达拉斯。尼日利亚前总统古德勒克·乔纳森和加纳前总统杰里·罗林斯等名人出席了他的葬礼。